# Центар за координацију Уједињена Србија
Центар за координацију Уједињена Србија је омладинска невладина организација која је основана 2008. године на Факултету безбедности у Београду, непосредно по једностраном проглашењу Косова. Организација као један од својих главних циљева истиче пружање неопходне моралне и хуманитарне помоћи људима са Косова и Метохије.

## Оснивање
Омладинци са Факултета безбедности Универзитета у Београду покренули су удружење Уједињена Србија и у оквиру њега акције које су се огледале, пре свега, у колективним одласцима на Косово и Метохију и манифестацијама са поруком да студенти се никада неће помирити са наметнутим стањем у Јужној српској покрајини.
Данас организација окупља средњошколаце, студенте и друге људе из разних крајева Србије и Републике Српске који активно учествују у раду удружења кроз разне пројекте и акције.

## Активности
Од свог настајања, Уједињена Србија је реализовала велики број пројеката, семинара, трибина, изложби фотографија, предавања, као и акција хуманитарног и културног карактера. У досадашњем раду удружење је истицало мото Млади младима, наводећи да млади треба активно да се укључе у процес вршњачког образовања.
Уједињена Србија се залаже за стратегију развоја омладинске политике која се огледа у неколико видова: подршка младима у прихватању како их називају „правих, тј. исправних вредности“, активности усмерене на подршку у самоорганизовању младих у локалној заједници, подстицање и развој стваралаштва код омладине.
Удружење је организовало више од 40 путовања с циљем упознавања српске културне баштине по Србији и региону. Недавно је основано неколико огранака у Србији и Републици Српској, а један од најактивнијих је огранак у Градишци.
Године 2010. ово удружење је било један од 46 потписника петиције против одржања геј параде у Београду предвиђене за 10. октобар 2010.
Удружење је 2010. и 2011. године било организатор литерарног конкурса „Косово и Метохија је душа Србије“ у оквиру којег су додељене награде ученицима који су послали најбоље радове на задану тему. Аутори најбољих 80 радова награђени су боравком на Копаонику. У монографији „Уједињена Србија“ која је промовисана 2011. године налази се 105 ђачких радова, а штампање монографије је помогла Српска православна црква.